# 杜恒岩
杜恒岩（1951年7月—），山东省龙口市人，中国人民解放军上将，中国共产党第十七届中央纪律检查委员会委员、第十八届中央委员会委员。

## 生平
1969年入伍，1970年加入中国共产党。曾先后在国防大学、国防科学技术大学、中共中央党校学习。先后在沈阳军区、北京军区服役，担任过沈阳军区首长秘书，北京军区政治部副秘书长、秘书长等职。1996年，任陆军第二十八集团军副政治委员。2000年，任陆军第六十五集团军政治委员。2005年，任济南军区副政治委员、纪委书记。2010年，接替退役的刘冬冬上将，任济南军区政治委员。2016年1月，任新组建的中央军委政治工作部副主任。
1998年，晋升为中国人民解放军少将军衔。2007年，晋升为中国人民解放军中将军衔。2012年7月，晋升为上将军衔。